# جنگ مصر و لیبی
جنگ مصر و لیبی که با نام جنگ چهار روزه (به عربی: حرب الأربعة أيام) نیز شناخته می‌شود، یک جنگ کوتاه مرزی میان مصر و لیبی بود که در میانه ۲۱ تا ۲۴ ژوئیه ۱۹۷۷ رخ داد.

## پیش‌زمینه

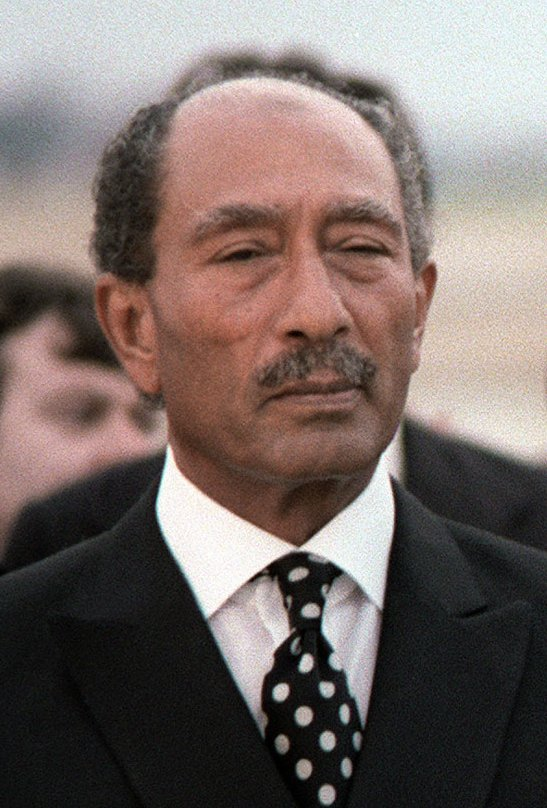
انور سادات، رئیس جمهور مصر.

در دهه ۱۹۷۰، لیبی به رهبری معمر قذافی، یک سیاست خارجی مصمم را برای ترویج وحدت اعراب آغاز کرد. او با رهبران مصر و سوریه برای برداشتن گام‌هایی در جهت این هدف مشورت کرد. هنگامی که جمال عبدالناصر، رئیس‌جمهور مصر که یکی از حامیان اصلی ناسیونالیسم عربی بود در سپتامبر ۱۹۷۰ درگذشت، جانشین وی، محمد انور سادات، جای او را در بحث‌ها گرفت. مذاکرات با تشکیل اتحاد جماهیر عربی در سال ۱۹۷۲، متشکل از دولت‌های لیبی، مصر و سوریه به اوج موفقیت خود رسید. اگرچه اتحاد جماهیر عربی با اهداف گسترده‌ای از جمله تحکیم ارتش، قوانین و سیاست‌های خارجی هر کشور تأسیس شد، اما تنها مدل‌های نمادین وحدت، مانند برپایی یک پرچم ملی مشترک، اتخاذ شد. در ماه‌های بعد قذافی به شدت برای اتحاد فوری با مصر تلاش می‌کرد، درحالی که علاقه سادات به اتحاد پیوسته کاهش می‌یافت. سادات همچنین نسبت به قذافی بیزاری شخصی داشت و او را یک رهبر نالایق می‌دانست.
یکی از اهداف اصلی سیاست خارجی قذافی که با بسیاری از رهبران جهان عرب مشترک بود، از بین بردن اسرائیل بود. او امیدوار بود که ترکیبی از قدرت مالی لیبی، با حمایت اقتصادی سودآور مبتنی بر نفت و جمعیت زیاد و قدرت نظامی مصر، بتواند برای نابودی اسرائیل استفاده شود. در اکتبر ۱۹۷۳ مصر و سوریه بدون مشورت با لیبی، حمله‌ای هماهنگ به اسرائیل را آغاز کردند و بدین ترتیب جنگ یوم کیپور آغاز شد. اگرچه حمله متقابل اسرائیل، دستاوردهای ارضی مصر را در مراحل اولیه جنگ از بین برد، انور سادات با انجام مذاکرات با اسرائیل موافقت کرد و به دنبال آن موفق شد شبه‌جزیره سینا به مصر بازگرداند و در مقابل آن متعهد شد که مصر در تهاجمات آینده کشورهای عربی به اسرائیل شرکت نکند. قذافی از این آتش‌بس خشمگین شد و سادات را به بزدلی، تضعیف اتحاد جماهیر عربی و خیانت به آرمان عرب متهم کرد. سادات نیز در پاسخ اعلام کرد که دولت مصر در اوایل همان سال برای جلوگیری از غرق کردن یک کشتی مسافربری غیرنظامی در لیبی که حامل گردشگران یهودی در دریای مدیترانه بود، مداخله کرده‌است. پس از آن، روابط مصر و لیبی با اتهامات مکرر رهبران هر دو کشور علیه یکدیگر تیره شد.
قذافی که از سیاست صلح سادات عصبانی شده بود، به دنبال افزایش نقش لیبی در امور خاورمیانه بود. او به دلیل درآمدهای نفتی بالا، شروع به خرید مقدار قابل توجهی تسلیحات از اتحاد جماهیر شوروی کرد. او همچنین از گروه‌هایی مانند اخوان‌المسلمین حمایت کرد، شورشیان مصری را مسلح نمود و برای ترور سادات برنامه‌ریزی کرد. در مقابل، رئیس‌جمهور مصر نیز با حمایت از براندازان حکومت مستقر در لیبی و حمایت از گروه‌های ضد لیبیایی در چاد پاسخ داد. در فوریه ۱۹۷۴ سادات به وزیر امور خارجه ایالات متحده هنری کیسینجر گفت که اسرائیل را تشویق کند تا در صورت وارد شدن به جنگ با لیبی از حمله به مصر خودداری کند. در اوایل سال ۱۹۷۶ قذافی نیروهای لیبیایی را در امتداد مرز مصر مستقر کرد و آنها شروع به درگیری با مرزبانان مصری کردند. سادات در تابستان تصمیم به اقدام نظامی علیه تحریکات لیبی گرفت و دو لشکر مکانیزه - مجموعاً ۲۵۰۰۰ تا ۳۵۰۰۰ سرباز - را به مرز منتقل کرد و ۸۰ هواپیمای جنگی را به غربی‌ترین فرودگاه مصر منتقل نمود. قذافی که از این پاسخ قاطع و ناگهانی سادات نگران شده بود، ۳۰۰۰ تا ۵۰۰۰ سرباز و ۱۵۰ تانک دیگر را به مرز اعزام کرد. در ۲۲ ژوئیه، قذافی به مصر دستور داد کنسولگری خود در بنغازی را ببندد. برای مدتی اوضاع متشنج بود زیرا به نظر می‌رسید به زودی مصر به لیبی حمله خواهد کرد، اما پس از چندین هفته که بدون اقدام عمده از سوی مصری‌ها سپری شد، به نظر لیبیایی‌ها رسید که هیچ حمله‌ای صورت نخواهد گرفت.
کنت پولاک، تحلیلگر اطلاعاتی آمریکا، به این نتیجه رسیده‌است که دلیل اینکه مصر در آن زمان به لیبی حمله نکرد، این بود که ارتش این کشور آماده نبود. نیروهای مصری هرگز تهاجم به لیبی را تمرین نکرده بودند و فاقد زیرساخت و تدارکات در صحرای غربی برای پشتیبانی از چنین عملیاتی بودند. با این وجود، ستاد کل مصر برنامه‌هایی برای حمله طراحی کرد. محمد عبدالغنی الگاماسی وزیر جنگ مصر نیز اعلام کرد که نیروی زمینی مصر برای درگیری در غرب آماده می‌شود، درحالی که رسانه‌های مصری اعلام کردند که قذافی قصد دارد با کمک کوبا، صحرای غربی را ضمیمه کند. قذافی فشار سیاسی خود را بر مصر افزایش داد، درحالی که مصری‌ها به انباشت تدارکات و تمرکز نیروها در امتداد مرز ادامه می‌دادند. در ماه مه ۱۹۷۷، شوروی به لیبی و دیگر کشورهای عربی اعلام کرد که شواهدی در دست دارد که نشان می‌دهد مصر در حال برنامه‌ریزی برای تهاجم است. لیبیایی‌ها هشدار را نادیده گرفتند و با وجود ادامه درگیری‌های مرزی با نیروهای مصری، اکثر یگان‌های خود را در سطوح پایین آمادگی رها کردند. در اوایل تابستان، مصر مقدمات جنگ را تکمیل کرده بود. نیروی هوایی مصر جنگنده بمب افکن‌های سوخو-۷ و سوخو-۱۷ از اسکادران شماره ۵۵ و هواپیمای ضربتی میراژ ۵ اسکادران شماره ۶۹ را به پایگاه هوایی مرصع ماتروه و تأسیسات مجاور آن منتقل کرد. درگیری‌های مهمی در ۱۲ و ۱۶ ژوئیه رخ داد و در ۱۹ ژوئیه نیروهای لیبیایی در حین انجام یک حمله با مصری‌ها درگیر شدند. دولت مصر از کشته شدن ۹ سرباز این کشور خبر داد. قذافی گروهی از غیرنظامیان را سازماندهی کرد تا از لیبی به قاهره، پایتخت مصر راهپیمایی کنند و به سیاست سادات در قبال اسرائیل اعتراض کنند، به این امید که با این روش مورد استقبال مردم قرار گیرد. پس از اینکه گارد مرزی مصر تظاهرات را در مرز متوقف کرد، قذافی به نیروهای خود دستور داد تا به شهر السلوم مصر حمله کنند.